# Matteo Renzi
Matteo Renzi (Florència, 11 de gener de 1975) és un polític italià, que fou primer ministre d'Itàlia des del 22 de febrer del 2014 fins al desembre del 2016. També és el secretari del Partit Democràtic, escollit a les eleccions primàries del 8 desembre de 2013. Des del 2009 fins que fou nomenat primer ministre, fou alcalde de Florència.
En convertir-se en cap de govern als 39 anys, va ser el president del Consell més jove de la història de la República Italiana. També va ser president de la província de Florència del 2004 al 2009.

## Biografia
Fill de Laura Bovoli i Tiziano Renzi, que va ser conseller comunal de Rignano sull'Arno entre 1985 i 1990 pel partit Democràcia Cristiana, és el segon dels quatre fills de la parella: la germana més gran Benedetta va néixer el 1972, el germà Samuele el 1983 i la germana menor Matilde el 1984. Casat des de 1999 amb Agnese Landini, mestra d'escola, té tres fills: Francesco, Emanuele i Ester.
Creix a Rignano sull'Arno, poble dels pares, i estudia a Florència: primer al Liceo Ginnasio Dante i després a la Universitat de Florència, on es llicencia el 1999 en Dret amb una tesina en Història del Dret amb el títol Administració i cultura política: Giorgio La Pira Alcalde de l'Ajuntament de Florència 1951-1956 sota la direcció de Bernardo Sordi. Té formació en escoltisme i ha dirigit, sota el pseudònim Zac, la revista italiana de la branca R/S Camminiamo insieme. Ha treballat amb diverses responsabilitats per la CHIL Srl, empresa de serveis de màrqueting propietat de la seva família, de la qual és dirigent solament 8 mesos abans de l'expectativa, en particular coordinant el servei de venda del diari La Nazione al territori florentí amb la directa gestió dels strilloni (venedors de diaris).
Encara amb dinou anys, el 1994 participa cinc vegades consecutives al programa televisiu La ruota della fortuna, i guanya 48 milions de lliures.

## Candidatura a les primàries de 2012
El 13 de setembre de 2012 va anunciar la seva intenció de presentar-se a les eleccions primàries del centreesquerra d'Itàlia, que disputaria amb el veterà Pier Luigi Bersani. Qualificat com la jove promesa del Partit Democràtic italià, el 25 novembre 2012 va obtenir el 35,5% dels vots a la primera volta de les primàries del Partit Democràtic, pel que, en no haver obtingut tampoc l'altre candidat la meitat dels vots, va concórrer a la segona volta el 2 de desembre. Finalment, Renzi va obtenir el 39,3% dels sufragis enfront del 60,6% que va aconseguir Bersani, amb el que aquest últim es va convertir en el candidat oficial del PD per a les eleccions generals de 2013.

## Dimissió
Va dimitir el 8 de desembre de 2016 arran de la derrota del "Sí" en el referèndum constitucional italià de 2016, que ell defensava.